# カーンチャナブリー・スタジアム
座標: 北緯14度02分59秒 東経99度30分10秒 / 北緯14.049855度 東経99.502743度
カーンチャナブリー・スタジアムもしくはカーンチャナブリー・スポーツ・スタジアム（タイ語: สนามกีฬาจังหวัดกาญจนบุรี หรือ สนามกลีบบัว）は、タイ王国カーンチャナブリー県ムアンカーンチャナブリー郡にある多目的競技場である。主にサッカーの試合で用いられている。

## 概要
2008年から翌2009年にかけて350万米ドルをかけて改修された。改修以前はピッチの周りに陸上トラックがあり、両側に2つずつの小さなスタンドがあるという、タイの競技場にありがちな建築様式であったが、この改修を経て新たに4箇所のスタンドが設置された。